# Штапф, Отто
Отто Штапф (нем. Otto Stapf, 23 марта 1857 — 3 августа 1933) — австрийский (немецко-австрийский) биолог, ботаник.

## Биография
Отто Штапф родился 23 марта 1857 года. 
Штапф получил учёную степень кандидата наук в 1882 году. Он защищал докторскую диссертацию в 1887 году в Венском университете.  
С 1891 по 1922 год Отто Штапф был в Англии, где заведовал гербарием в Королевских ботанических садах Кью. В 1908 году он стал членом Лондонского королевского общества. Штапф был также членом Лондонского линнеевского общества. В 1927 году он был награждён Медалью Линнея. Штапф внёс значительный вклад в ботанику, описав множество видов растений.
Отто Штапф умер 3 августа 1933 года. 

## Научная деятельность
Отто Штапф специализировался на Мохообразных и на семенных растениях.

## Основные публикации
- Botan Ergebnisse der Polak’schen Expedition nach Persien (Memoirs of the Imperial Academy, Vienna, 1885—1886);
- Beitrage zur Flora v Lycien, Carien u Mesopotamien (ibid, 1885—1886);
- Die Arten der Gattung Ephedra (ibid, 1889);
- Pedaliaceae and Martyniaceae (Engler u Prantl Naturliche Pflanzen-familien, 1895);
- Flora of Mount Kinabalu in North Borneo (Trans Linn Soc, 1894);
- Melocanna bambusoides (ibid, 1904);
- Structure of 'Sararanga sinuosa (Journ Linn Soc, 1896);
- Dicellandra and Phaeoneuron (ibid, 1900);
- Monograph of the Indian Aconites (Annals, Royal Botanic Garden, Calcutta, 1905). In Hooker’s Icones plantarum, about 100 plates with text, 1891—1905;
- Part of Gramineae (Flora of British India, 1897);
- Apocynaceae (Flora of Tropical Africa, 1904);
- Gramineae (Flora Capensis, 1897—1900);
- Lentibulariaceae (ibid, 1904);
- Pedaliaceae (ibid, 1904)[5].

## Растения, названные именем О. Штапфа
Роды:
- Neostapfia Burtt Davy (1899) [syn.  Stapfia Burtt Davy (1898)] (семейство Злаки)
- Neostapfiella A.Camus (1926) (Злаки)
- Ottochloa Dandy (1931) (Злаки)
- Stapfia Chodat (1897) (порядок Хламидомонадовые)
- Stapfiella Gilg (1913) (семейство Страстоцветные)
- Stapfiola Kuntze (1903) = Desmostachya (Stapf) Stapf (Злаки)
- Stapfiophyton H.L.Li (1944) (семейство Меластомовые)
- Stapfochloa H.Scholz (2004) (Злаки)